# Domaradzka Kuźnia
Domaradzka Kuźnia (deutsch Dammratschhammer, 1936–1945 Dammfelder Hammer) ist eine Ortschaft in Oberschlesien. Domaradzka Kuźnia liegt in der Gemeinde Pokój im Powiat Namysłowski in der polnischen Woiwodschaft Oppeln.

## Geographie

### Geographische Lage
Domaradzka Kuźnia liegt im nordwestlichen Teil Oberschlesiens. Domaradzka Kuźnia liegt etwa neun Kilometer nordöstlich vom Gemeindesitz Pokój, etwa 30 Kilometer südöstlich der Kreisstadt Namysłów und 39 Kilometer nördlich von der Woiwodschaftshauptstadt Oppeln.
Südlich sowie nördlich des Dorfes befinden sich weitläufige Waldgebiete, das zum Landschaftsschutzpark Stobrawski gehört. Domaradzka Kuźnia liegt an der Bogacica (dt. Bodländer Flössbach), einem linken Nebenfluss des Stobers.

### Ortsteile
Zu Domaradzka Kuźnia gehört die nördlich gelegene Kolonie Jaginów (Kolonie Dammratschhammer).

### Nachbarorte
Nachbarorte von Domaradzka Kuźnia sind im Norden Lubnów (Liebenau) und im Südosten Dąbrówka Dolna (Eichendorf) und im Westen Domaradz  (Dammratsch).

## Geschichte
Das Dorf Dammratschhammer sei aus dem alten, 1590 gegründeten Eisenwerk entstanden. Der Ortsname leitet sich vom Namen des Gründers ab, Dorf des St. Thomas. Nach dem Ersten Schlesischen Krieg 1742 fiel Dammratschhammer mit dem größten Teil Schlesiens an Preußen.
Nach der Neuorganisation der Provinz Schlesien gehörte die Landgemeinde Dammratschhammer ab 1816 zum Landkreis Oppeln im Regierungsbezirk Oppeln.
1845 wird der polnische Name des Dorfes als Domaracka kuznica erwähnt. Im gleichen Jahre bestanden im Dorf eine Brauerei, eine Brennerei sowie weitere 29 Häuser. 1845 lebten in Dammratschhammer 211 Menschen, davon sechs evangelisch und sieben jüdisch. In der Kolonie Dammratschhammer bestanden 1845 35 Häuser mit insgesamt 280 Einwohner, davon einer evangelisch. 1874 wurde der Amtsbezirk Königlich Dombrowka gegründet, zu dem Dammratschhammer eingegliedert wurde.
Bei der Volksabstimmung in Oberschlesien am 20. März 1921 stimmten in der Landgemeinde Dammratschhammer 531 Wahlberechtigte für einen Verbleib bei Deutschland und 20 für Polen. Dammratschhammer verblieb beim Deutschen Reich. 1923 wurde die Freiwillige Feuerwehr im Dorf gegründet, welche bis heute besteht. 1925 lebten in Dammratschhammer 651 Menschen. Am 19. Mai 1936 erfolgte die Umbenennung des Dorfes in Dammfelder Hammer. Am 1. April 1938 erfolgte die Eingemeindung des Dorfes in die Gemeinde Eichendorf. Bis 1945 befand sich der Ort Dammfelder Hammer im Landkreis Oppeln.
1945 kam der bisher deutsche Ort Dammfelder Hammer unter polnische Verwaltung und wurde in Domaradzka Kuźnia umbenannt und der Woiwodschaft Schlesien angeschlossen. 1950 kam der Ort zur Woiwodschaft Oppeln. 1999 kam der Ort zum Powiat Namysłowski.

## Sehenswürdigkeiten
- Die römisch-katholische Maria-Schnee-Kirche (poln. Kościół Matki Boskiej Śnieżnej) an der ul. Szkolna wurde zwischen 1932 und 1933 erbaut. Die Grundsteinlegung fand am 25. September 1932 statt. Architekt war S. Mokros aus Breslau. Die Einweihung der Kirche fand am 15. September 1933 statt. Der Hauptaltar wurde von Herrn Höfler aus Oppeln gefertigt. An der südwestlichen Hauptfassade befindet sich der Glockenturm mit Zwiebelturm.[10] Das Gotteshaus steht seit 1968 unter Denkmalschutz.
- Steinerner Brücke über die Bogacica

## Vereine
- Freiwillige Feuerwehr OSP Domaradzka Kuźnia

## Söhne und Töchter des Ortes
- Wilhelm Olejnik (1888–1967), Kommunal- und Landespolitiker